# Безморозний період
Безморо́зний пері́од — період року коли зберігаються середні багаторічні температури повітря вища за 0 °C. Обмежується середньобагаторічними датами останнього заморозку навесні і першого восени. У помірних широтах приблизно відповідає вегетаційному періоду, тривалість якого значною мірою визначає склад місцевої дикорослої та культурної рослинності.

## Географія
На півночі Євразії тривалість безморозного періоду збільшується з півночі на південь (на Ямалі і Таймирі 45 діб, на Північному Кавказі 190 діб, на Південному — 250 діб) і від різко континентальних зон до приморських (у Центральній Якутії 86 діб, а на тій же широті в Білорусі 140 днів). В Україні найдовший безморозний період спостерігається на Південному узбережжі Криму — 300 діб.

## Практичне значення
Ретельним обліком цього часу користуються для підбору і вирощування тих сільськогосподарських культур, які встигають дозріти протягом безморозного періоду. 